# Noord-End
Noord-End is een buurtschap en buurt in de gemeente Castricum, in de Nederlandse provincie Noord-Holland. Noord-End ligt aan de noordoostkant van Castricum, net ten noorden van Molendijk en ten oosten van Schulpstet. Tot het begin van de 20e eeuw werd de plaats meestal geschreven als Noorend en soms ook als Noorende.
Noord-End is een van de vele kleine kernen die in het gebied van Castricum was ontstaan. Zoals de naam al suggereert was het destijds gelegen in het noordelijkste deel van wat onder Castricum en later de Heerlijkheid Castricum werd gerekend. Noord-End is sinds de uitbreiding van Castricum in de 20e eeuw een echt onderdeel geworden van het dorp Castricum. Maar eeuwenlang lag het helemaal los van deze hoofdplaats. Het is nooit echt een grote plaats geweest, wel had het behoorlijk buitengebied. Maar niet zo groot als later ontstaande Molendijk. Noord-End floreerde een tijdje door de schelpenindustrie en vaart die daarbij hoorde.
Net ten westen van Noord-end, tussen Bakkum en Castricum, ontstond ook een eigen buurt rondom deze schelpenindustrie, Schulpstet. In de loop van de 18e eeuw zakte het aantal inwoners om daarna lang ongeveer gelijk te blijven. De groei van Noord-End werd echt ingezet door de groei van Castricum tot het huidige dorp in de 20e eeuw. Castricum slokte veel van de buurtschappen op. Waaronder ook Noord-End. Noord-End is nu gelegen in de wijk Castricum-Oost. Het vormt de noordelijkste buurt. Noord-End wordt daarom ook niet altijd meer gezien als eigen plaats en buurtschap. Het inwoneraantal van Noord-end is anno 2010 veel groter dan het ooit was voor de samengroei met Castricum.
In Noord-End is het belangrijkste sportveldencomplex van het dorp Castricum gevestigd, wat ook vernoemd is naar de buurt(schap). Sportpark Noord-End herbergt onder meer de voetbalvereniging FC Castricum en Korfbalvereniging Helios.
Dorpen: Akersloot · Bakkum · Bakkum-Noord · Castricum · Castricum aan Zee · Dusseldorp · Limmen · De Woude

Buurtschappen: Boekel · Duin en Bosch · Heemstee · Klein Dorregeest (deels) · Kogerpolder (deels) · Molendijk · Noord-End · Noord-Bakkum · Oosterbuurt · Oosterzij (deels) · Schulpstet · Starting · Stierop
Noord-Holland: Steden en dorpen      Nederland: Provincies · Gemeenten